# Elezioni regionali in Valle d'Aosta del 2008
Le elezioni regionali in Valle d'Aosta del 2008 si tennero il 25 maggio per il rinnovo del Consiglio regionale.
Ai affrontarono sette le liste, 245 candidati e tre diversi programmi elettorali: due comuni con da una parte le forze autonomiste, Union Valdôtaine, Stella Alpina e Fédération Autonomiste, e dall'altra i partiti di centro sinistra, cioè Arcobaleno, Partito Democratico, Vallée d'Aoste Vive/Renouveau Valdôtain, e uno individuale, quello del Popolo della Libertà. In pratica ai nastri di partenza si sono ripresentate quasi le stesse forze che già hanno animato le elezioni politiche del 13 e 14 aprile 2008.

## La nuova legge elettorale
La tornata elettorale si è svolta sulla base della nuova legge elettorale approvata il 7 agosto 2007, e che sostituisce la precedente normativa in vigore dal 1997.
Il nuovo impianto, oltre a confermare la soglia di sbarramento del 5,71% (o meglio, i due trentacinquesimi) dei voti validi stabilita dalla previgente legge, introduce un premio di maggioranza per la coalizione di liste più votata. In particolare, è previsto che alla coalizione che ottenga la maggioranza assoluta dei suffragi, vengano garantiti il 60% dei seggi consiliari, mentre se la miglior coalizione si attestasse solamente su una maggioranza relativa, i seggi garantiti sarebbero pari al 51% degli stessi. Tale ultima evenienza deve però verificarsi in maniera matematicamente naturale ripartendo i seggi, col metodo Hare-Niemeyer dei quozienti interi e dei più alti resti, fra le liste superanti lo sbarramento, e se così operando il computo non avesse sortito un numero di seggi inferiore alla maggioranza consiliare assoluta, i cittadini sarebbero stati chiamati l'8 giugno ad un turno di ballottaggio fra le due coalizioni più votate: la vincente si sarebbe a quel punto vista comunque assegnati 18 seggi.

## Schieramenti
| Coalizioni | Coalizioni                   | Partiti                   | Partiti                      | Ideologia           |
| ---------- | ---------------------------- | ------------------------- | ---------------------------- | ------------------- |
|            | Vallée d'Aoste               |                           | Union Valdôtaine             | Autonomismo         |
|            | Vallée d'Aoste               | Stella Alpina             | Regionalismo                 |                     |
|            | Vallée d'Aoste               | Fédération Autonomiste    | Autonomismo                  |                     |
|            | Autonomie Liberté Démocratie |                           | VdA Vive-Renouveau Valdôtain | Autonomismo         |
|            | Autonomie Liberté Démocratie | Partito Democratico       | Socialdemocrazia             |                     |
|            | Autonomie Liberté Démocratie | Arcobaleno Vallée d'Aoste | Ecosocialismo                |                     |
|            | Il Popolo della Libertà      | Il Popolo della Libertà   | Il Popolo della Libertà      | Populismo di destra |

## Risultati
| Coalizione          | Coalizione                   | Partiti                   | Partiti                      | Voti   | %     | Seggi   | +/-   |
| ------------------- | ---------------------------- | ------------------------- | ---------------------------- | ------ | ----- | ------- | ----- |
|                     | Vallée d'Aoste               |                           | Union Valdôtaine             | 32.614 | 44,39 | 17      | 1     |
|                     | Vallée d'Aoste               | Stella Alpina             | 8.370                        | 11,39  | 4     | 1       |       |
|                     | Vallée d'Aoste               | Fédération Autonomiste    | 4.536                        | 6,17   | 2     | Stabile |       |
| Totale (coalizione) | Totale (coalizione)          | 45.520                    | 61,95                        | 23     | 2     |         |       |
|                     | Autonomie Liberté Démocratie |                           | VdA Vive-Renouveau Valdôtain | 9.170  | 12,48 | 5       | Nuovo |
|                     | Autonomie Liberté Démocratie | Partito Democratico       | 6.841                        | 9,31   | 3     | 1       |       |
|                     | Autonomie Liberté Démocratie | Arcobaleno Vallée d'Aoste | 4.120                        | 5,61   | 0     | 3       |       |
| Totale (coalizione) | Totale (coalizione)          | 20.131                    | 27,40                        | 8      | 1     |         |       |
|                     | Il Popolo della Libertà      | Il Popolo della Libertà   | Il Popolo della Libertà      | 7.826  | 10,65 | 4       | 1     |
| Totale              | Totale                       | Totale                    | Totale                       | 73.477 | 100   | 35      |       |

## Gli eletti
Union Valdôtaine: Augusto Rollandin, Aurelio Marguerettaz, Giuseppe Isabellon, Laurent Viérin, Albert Lanièce, Alberto Cerise (sostituito, causa decesso, da Renato Praduroux il 19 settembre 2012), Luciano Caveri, Emily Rini, Ennio Pastoret, Andrea Rosset, Alberto Crétaz, Mauro Bieler, Salvatore Agostino, Carlo Norbiato, Diego Empereur, Hélène Impérial e Manuela Zublena.
Stella Alpina: Marco Viérin, André Lanièce, Francesco Salzone e Dario Comé.
Fédération Autonomiste: Claudio Lavoyer e Leonardo La Torre.
Vallée d'Aoste Vive - Renouveau Valdôtain (dal 10 marzo 2010 ALPE): Roberto Louvin, Albert Chatrian, Giuseppe Cerise, Patrizia Morelli e Alberto Bertin.
Partito Democratico: Raimondo Donzel, Carmela Fontana e Gianni Rigo.
Popolo della Libertà: Massimo Lattanzi, Enrico Tibaldi, Alberto Zucchi e Cleto Benin.